# Zainab Biisheva
Zainab Abdullovna Biisheva (en baskir: Зәйнәб Биишева; Bashkortostán, 15 de enero de 1908- Ufá, 24 de agosto de 1996), fue una poeta, escritora y dramaturga bashkir.

## Biografía
Zainab Biisheva nació el 15 de enero de 1908 en el pueblo de Tuembetovo (ahora distrito Kugarchinsky de Bashkortostán) en la familia del maestro Abdulla Biishev. Desde la infancia, se crio en las mejores tradiciones de rica creatividad oral.
Zainab Biisheva pronto se convirtió en huérfana. Su madre murió, cuando ella tenía tres años, en 1919, murió su padre. Recibió su primera educación en el pueblo de Ibraevo, luego ingresó en el Colegio Pedagógico Bashkir en la ciudad de Orenburg.
Muchos futuros líderes de la cultura, la ciencia y los estadistas Bashkir estudiaron en el Pedagogical College. Había un buen círculo literario en la universidad. Es aquí donde Zainab escribe sus primeros poemas y cuentos. Después de graduarse de la facultad de pedagogía, en 1929-1931 fue maestra en el pueblo de Temyasovo, distrito de Baymak. Aquí se casó con Gaziz Aminev. Tuvieron cuatro hijos, pero uno murió en la infancia. En 1941, estalló una guerra con Alemania y Aminev fue al frente, regresó del frente, pero quedó discapacitado.
Después de completar sus estudios, en 1929-1931 fue maestra en el pueblo de Temyasovo, distrito de Baymak. Después de graduarse de los cursos de educación continua de Ufa (1931), se convirtió en editora de la editorial de libros Bashkir y de la revista Pioneer (en 1930, se publicó el primer cuento de Zainab Bisheva "Among Waterfalls").
El primer libro, Partisan Boy (The Guerilla Boy), se publicó en 1942. Miembro de la Unión de Escritores de la URSS desde 1946. Desde 1951, ejerció como escritora profesional.
Murió en Ufa el 24 de agosto de 1996.

## Obras
El primer libro "The Guerilla Boy" se publicó en 1942.
Miembro de la Unión de Escritores desde 1946 y desde 1951, escritora profesional.
En 1990 se le concedió el título de "Escritora del Pueblo de Bashkortostán".
Publicó más de 60 de sus libros en los idiomas de los pueblos de Rusia y del mundo.
Zainab Biisheva escribió en diferentes géneros. Escribió varias obras para niños y jóvenes, incluida la obra de teatro "Amistad" y la novela "Seamos amigos", decenas de poemas y cuentos. Su estilo literario tiene un buen verso lírico en la historia "Gulyamal". El poema "Último monólogo Salawat" (1984) está dedicado a revelar la imagen del héroe nacional Salawat Yulayev. Las obras dramáticas "Magic Kurai" (1957), "El anillo misterioso" (1959), "Gulbadar" (1961), "El voto" (1966), "Zulhiza" (1981) llegaron con gran éxito no sólo en el escenario del drama del Teatro Académico Estatal de Bashkir, también en los teatros y en el extranjero.
Zainab Biisheva trabajó fructíferamente en los géneros de narrativa, historia y cuento. Los más famosos son "Kanhylyu" (1949), "Un hombre extraño" (1960), "¿Dónde estás, Gulnisa?" (1962), "Duma Duma" (1963), "Amor y odio" (1964).
En ellos, plantea problemas filosóficos, la relación entre el individuo y la sociedad, crea imágenes vívidas de mujeres bashkirok. Obra más significativa de Zainab Abdullovna - trilogía "La luz", que incluye las novelas "humillación" (1956-1959), "The Big Eyek" (1965-1967), "Yemesh" (1967-1969). Tradujo al idioma bashkir "Taras Bulba" de N. Gogol, "Bezhin Meadow" de Ivan Turgenev, "Timur y su equipo" A Gaidar, "Mi querido muchacho", L. Kassilya, cuentos Tolstoi, S. Aksakova, A. Chéjov, Gorki.

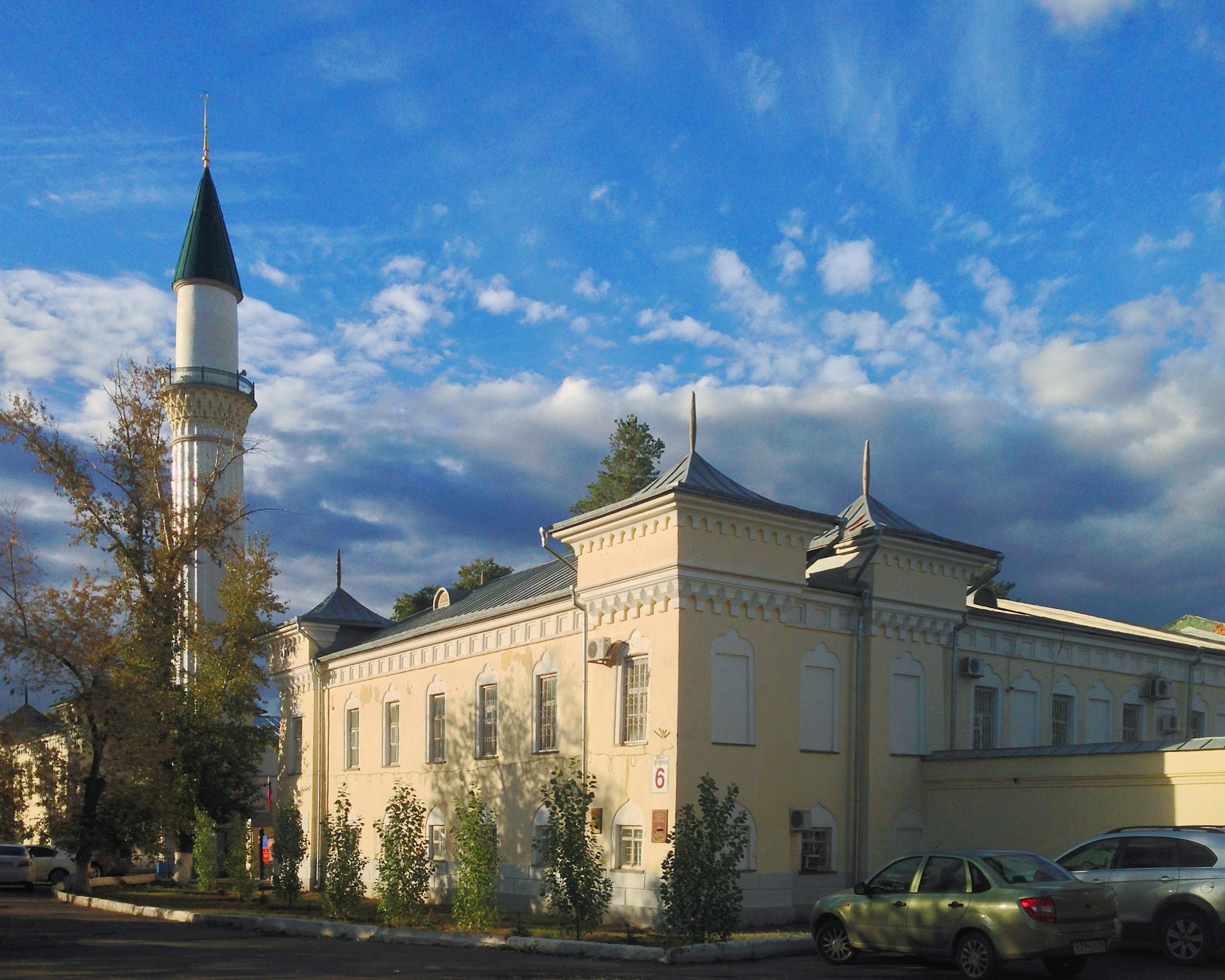
Orenburg Caravanserai. Colegio de Maestros Bashkir (1921-1936)

## Trilogía "Hacia la luz" ("Historia de una vida")
Trilogía Zainab Biisheva (1956-1969) es el resultado de muchos años de trabajo creativo y pensamientos profundos "sobre la época de la vida". En las novelas incluidas en él, ha demostrado ser una "maestra del alcance épico de la realidad" (A. Zhuravlev). En el centro de las obras: el destino del pueblo Bashkir en momentos tensos y decisivos en la historia. Su acción abarca los años previos a la Primera Guerra Mundial, la Guerra Civil rusa y la colectivización.
La heroína principal de la trilogía que une las historias es Gulyemesh (Yemesh), cuyo nombre se traduce del Bashkir y significa "rosa salvaje" ("baya"). De esta manera, sin duda, concluyó rasgos autobiográficos, pero al mismo tiempo logró mostrar en Z. Biisheva los rasgos típicos de las mujeres Bashkir, su coraje, fortaleza, fuerza de espíritu, poesía. También un gran lugar en las novelas asigna el mundo de la imagen de la infancia, la formación del personaje.

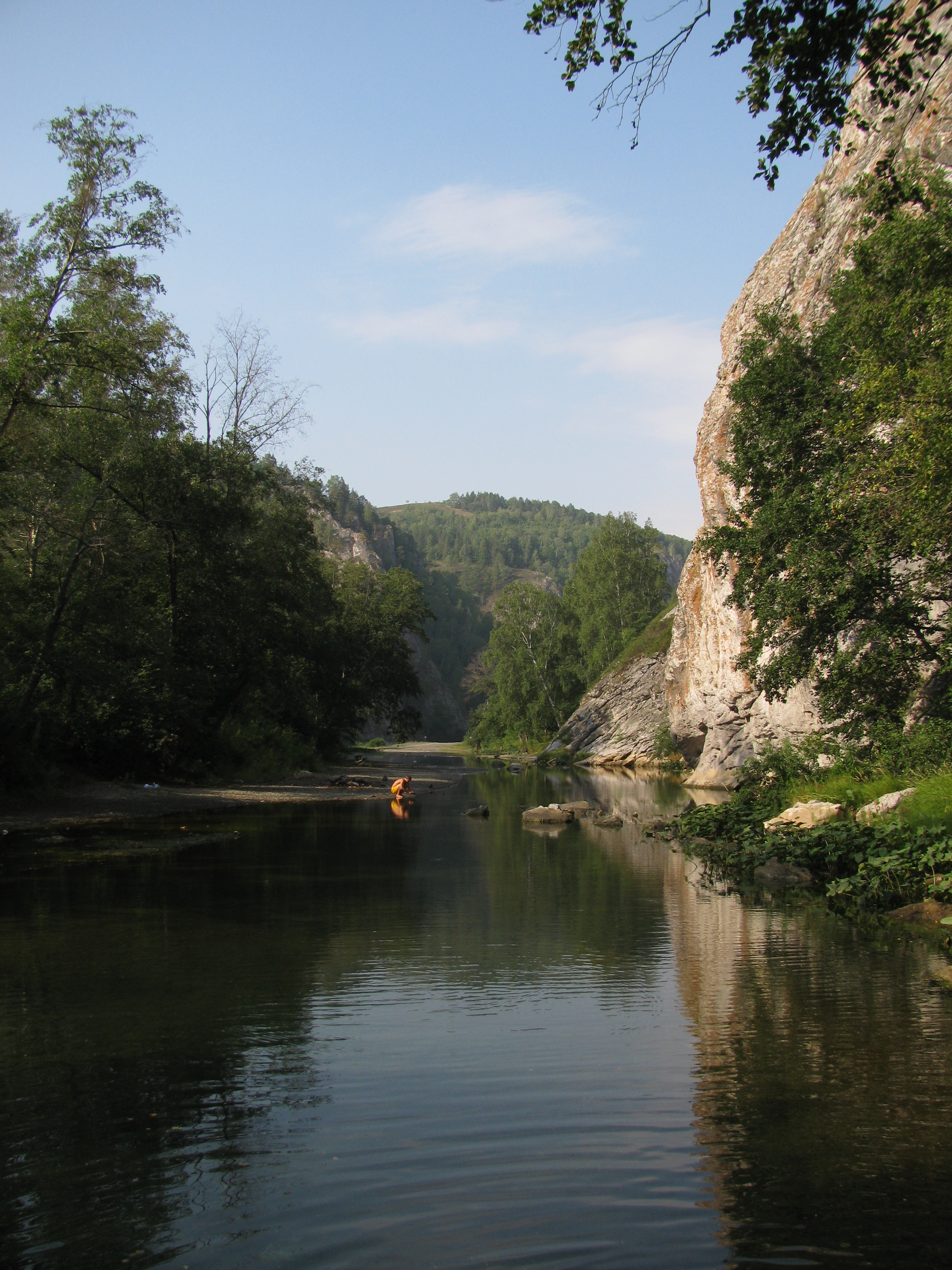
El gran río Eyyek

Muchas pruebas le sucedieron a Yemesh: la muerte de su madre, la vida en la casa de la madrastra cruel, la muerte de su padre y su hermana mayor Yanesh. Pero no es una heroína. Desde las primeras páginas de la novela muestra rebeldía y golpes de vitalidad del destino. Educada en las obras de arte popular, Emeshev ama la naturaleza, siente la palabra belleza de la música popular. Al convertirse en estudiante, entra en conferencias, en trabajo social, lectura de libros, su propia creatividad. La heroína favorita vive una vida emocional saturada de Biisheva.
En la primera novela de la trilogía ("humillación") retrató la vida del período prerrevolucionario en el pueblo Bashkir (hasta 1917). En primer plano está el tema de una persona pobre y socialmente desfavorecida. Como explica el investigador R. Baimov, “una narrativa épica permite un amplio despliegue en la novela de la vida y las costumbres, las relaciones familiares sociales e íntimas, las tradiciones sociales y las nuevas tendencias”.
Continuación lógica de la "humillación" es la novela "El gran Eyyek" (opción Bashkir llamada "Despertar", Río Eyyek). Tiene las características de producto histórico y revolucionario. Mientras que Zainab Biisheva detiene su atención en los eventos que ocurren en una aldea normal de Bashkir en lugar de en filas de rojo y blanco. La historia tiene una mirada a través de la mentalidad y el modo de vida campesinos.
Novela "Yemesh" dedicada a la juventud del protagonista. Gran parte de la acción de la obra tiene lugar en Oremburgo. La obra reflejada los tumultuosos acontecimientos de los años 20-30, hay una cierta idealización de la época.
Más de 60 de sus libros se han publicado en los idiomas de los pueblos de Rusia y del mundo.

## Reconocimientos
- La editorial de libros Bashkir Kitap lleva el nombre de Zainab Biisheva.
- En Ufa, existe un monumento a Z. Biisheva en la avenida October Avenue.
- En Ufa, Sibay, Baymak, Mrakovo (distrito Kugarchinsky de Bashkortostán) hay calles de Z. Biisheva.
- La escuela secundaria No. 140 de la ciudad de Ufa lleva el nombre de Zainab Biisheva.
- En el pueblo de Mrakovo, la escuela secundaria y la escuela de música llevan el nombre de Z. Biisheva.
- El premio literario anual del distrito Kugarchinsky de Bashkortostán lleva el nombre de Z. Biisheva.
- En el pueblo de Tuembet del distrito Kugarchinsky de Bashkortostán hay una casa-museo de Z. Biisheva.
- El director y guionista Amir Abdrazakov realizó el documental Our Zainab (2008)
- La editorial de libros Bashkir Kitap publicó un álbum de fotos y libros "Zainab Bisheva. Vida y obra" en 2008.

## Obras
- Biisheva ZA Works: en 5 vol. / З. А. Биишева. - Уфа : Китап, 1995-2007. - en Bashkir
- Biisheva, ZA Seamos amigos: una historia / Зайнаб Биишева ; [пер. с башк. А. Леонтьева] ; худож. Азат Мухтаруллин. - Уфа : Китап, 2018. - 328 с. : портр., цв. ил. ; 27 см. - sobre bashkir y ruso
- Biisheva ZA Seamos amigos / З. А. Биишева ; сост. И. А. Шарапов. - Уфа : Китап, 2008. - 338 с. - (Школьная библиотека) - en ruso.
- Biisheva ZA Emesh: trilogía / З. А. Биишева; пер. с башк. Ю. Аминова. - Уфа : Китап, 1998. - 320 с- en ruso.
- Biisheva, ZA Letras vivas / З. А. Биишева. - Уфа : Аркаим, 2013. - 40 с. : цв.ил. - en Bashkir.
- Biisheva, ZA Favoritos / Зайнаб Биишева. - Уфа : Китап, 2009. - 384 с.- en ruso.
- Bisheva, ZA Coche volador: cuentos / З. А. Биишева. - Уфа : Аркаим, 2013. - 113 с. : ил. - en Bashkir.
- Bisheva, ZA Amor y odio: Historias / З. А. Биишева. - Уфа : Аркаим, 2013. - 75 с. : ил. - en Bashkir.
- Biisheva, ZA Maestro y aprendiz: para niños en edad escolar media y superior / З. А. Биишева ; худож. А. Василов. - Уфа : Китап, 2013. - 119 с. : цв.ил. - en bashkir, inglés, ruso.
- Biisheva, ZA Monólogo: poemas / З. А. Биишева. - Уфа : Уфимский полиграфкомбинат, 2014. - 110 с. - en Bashkir.
- Biisheva, ZA Historia de una niña de felicidad / З. А. Биишева. - Уфа : Аркаим, 2013. - 46 с. - en Bashkir.
- Biisheva ZA en el Big Eyyek: novela / З. А. Биишева ; пер. с башк. Ю. Аминова. - Уфа : Китап, 2009. - 302 с. - (Народная книга) - en ruso.
- Biisheva, ZA At the Big Eyyek: novela / З. А. Биишева ; пер. с башк. Ю. Аминова. - Уфа : Башкирское книжное издательство, 1985. - 376 с. - (Библиотека башкирского романа) - en ruso.